# Ariane Daguin
Pour les articles homonymes, voir Daguin.
Ariane Daguin, née le 12 mars 1958 à Auch, dans la région de Gascogne en France, est une entrepreneure franco-américaine, autrice, personnalité culinaire et éducatrice. Fille du chef étoilé André Daguin, elle fonde et dirige D’Artagnan, une entreprise américaine spécialisée dans la distribution de viandes gastronomiques. Elle a occupé ce poste jusqu’en 2022 et continue d'agir en tant que consultante. En 2021, elle a cofondé avec sa fille, Alix Daguin, la ferme All For One One For All (AOOA), une fondation à but non lucratif, basée dans la vallée de l’Hudson, qui comprend une distillerie et un café ouverts au public. Elle est également philanthrope et investisseuse dans plusieurs startups alimentaires.

## Biographie
En 1978, Ariane s’installe aux États-Unis pour étudier à l’université Columbia. Elle travaille à temps partiel pour un producteur local de pâtés. En 1985, elle commercialise du canard et du foie gras provenant des Catskills, et fonde D’Artagnan, entreprise dédiée aux viandes haut de gamme, au gibier et aux produits gastronomiques.
En 2021, elle cofonde avec sa fille Alix Daguin (née en 1988) la ferme All For One One For All (AOOA), une exploitation agroforestière régénérative et un centre éducatif situé dans la vallée de l’Hudson, dans l'État de New York. Inspirée par Les Trois Mousquetaires d’Alexandre Dumas, la ferme AOOA promeut une agriculture responsable, le bien-être communautaire et la durabilité environnementale. La ferme comprend également une distillerie et un café, ouverts au public.
Elle a reçu plusieurs distinctions : le James Beard Foundation Award pour le « Who’s Who of Food and Beverage in America », le Lifetime Achievement Award du magazine Bon Appétit, ainsi que la Légion d’Honneur française. Elle est également membre du conseil d’administration de City Harvest et présidente fondatrice de l’association internationale de femmes chefs Les Nouvelles Mères Cuisinières.
Ariane est apparue dans plusieurs émissions télévisées, telles que No Reservations d’Anthony Bourdain, Beat Bobby Flay et Martha Stewart Living. Bourdain a nommé sa fille unique en son honneur. Elle est également l’autrice de D’Artagnan’s Glorious Game Cookbook et de son autobiographie D’Artagnan à New York, publiée chez Grasset.

### Débuts professionnels
Ariane Daguin a commencé sa carrière en fournissant de la viande et de la volaille via D’Artagnan à des chefs renommés tels que Daniel Boulud, David Burke, Patrick Clark (le premier chef noir à remporter un James Beard Award) et Jean-Louis Palladin. D’Artagnan a été la première entreprise aux États-Unis à distribuer du foie gras frais,. Elle a également été parmi les premières à commercialiser du poulet biologique, avant même que l’USDA ne définisse le terme « biologique ».

### Carrière ultérieure

#### D’Artagnan
En août 2005, Ariane rachète les parts de son cofondateur ; l’entreprise connaît une croissance rapide, atteignant un chiffre d’affaires de 50 millions de dollars en 2008, puis 130 millions en 2019.
Un jalon important a été la création et l’introduction de la race de canard Rohan en 2011, et l’ouverture de quatre entrepôts et centres de distribution supplémentaires.

#### FermeAll For One One For All (AOOA)
Fondée en 2021 par Ariane et sa fille Alix, la ferme AOOA est une fondation à but non lucratif basée à Goshen, dans l'État de New York, axée sur l'agriculture régénératrice (ou silvopastoralisme), l’agroforesterie et l’éducation agricole et gastronomique.

Inspirée par la devise « Tous pour un, un pour tous » des Trois Mousquetaires, d’Alexandre Dumas, AOOA incarne une vision collective et solidaire du développement durable, au service de la communauté locale et du bien commun. À la fois ferme, marché, distillerie artisanale et centre pédagogique, AOOA œuvre à réconcilier pratiques agricoles responsables, traditions culinaires et innovation environnementale. Le projet promeut une approche holistique de l’alimentation et du territoire, dans laquelle la santé des sols, des écosystèmes et des êtres humains est interconnectée.

Ariane Daguin, ancienne co-fondatrice et PDG de D’Artagnan, co-fondatrice d’AOOA Farm, consultante, philanthrope et investisseuse dans les startups agroalimentaires.

## Récompenses et distinctions
- Who’s Who of Food and Beverage in America – James Beard Foundation Award (1994)
- Lifetime Achievement Award – Bon Appétit Magazine (2005)[17]
- Chevalière de la Légion d'honneur (décret du 14 avril 2006)[5],[18]
- Dame de l’Année de L’Académie Culinaire de France (2010)[7]
- Most Creative People in Business – Fast Company (2014)[19]
- Médaille d’Or de La Renaissance Française – La Renaissance Française (2017)[20]
- Trailblazer Award – International Association of Culinary Professionals (2018)[21]
- Small Giants Award – Forbes (2018)[22]

## Engagements professionnels et caritatifs
- Membre du Food Council – City Harvest[23]
- Membre du comité des récompenses – James Beard Foundation
- Membre du conseil d’administration – Chambre de commerce franco-américaine (FACC-NY)[24]

## Apparitions télévisées
- 2001 : French Cuisine in America, Charlie Rose[25]
- 2001 : Cooking Live, avec Sara Moulton (Food Network)[26]
- 2002 : My Country, My Kitchen : épisode intitulé Gascony with Ariane Daguin, (Food Network)[27],[28]
- 2006 : After Hours with Daniel Boulud[29]
- 2007 : Martha Stewart's Show[30]
- 2007 : Anthony Bourdain : No Reservations[8]
- 2017 : Transformation of the Meat Industry in 2017, avec Tanya Rivero[31]
- 2014-2023 : Beat Bobby Flay : juge invitée
- 2023 : Somebody's Gotta Do It, avec Mike Rowe[32]

## Publications
- Ariane Daguin, Jean-Michel Caradec’h, D’Artagnan à New York. Paris, Éditions Grasset, 2010. (ISBN 978-2246717614)[33]
- Ariane Daguin, George Faison, Joanna Pruess, D’Artagnan’s Glorious Game Cookbook. Boston, Little, Brown, 1999. (ISBN 978-0316170758)